# Яунгулбене
Я́унгулбене (латыш. Jaungulbene) — населённый пункт в восточной части Латвии, расположенный в Яунгулбенской волости Гулбенского края. До 1 июля 2009 года входил в состав Гулбенского района.
Наиболее крупный населённый пункт Яунгулбенской волости. По данным на 2015 год, в населённом пункте проживало 511 человек.
Расстояние до волостного центра села Гулбитис — 2 км, до краевого центра города Гулбене — 15 км, до Риги — 198 км.

## История
Современное поселение находится на территории, некогда принадлежавшей Ней-Шваненбургскому (Яунгулбенскому) поместью. Оно расположено по обе стороны железнодорожной линии Плявиняс — Гулбене.
В советское время населённый пункт входил в состав Яунгулбенского сельсовета Гулбенского района. В селе располагался колхоз «Яунгулбене» и сельское среднее профессионально-техническое училище № 1.
В селе находятся: Яунгулбенское профессиональное училище, библиотека, Дом культуры, докторат, аптека, социальный центр отдыха, почтовое отделение, железнодорожная станция.

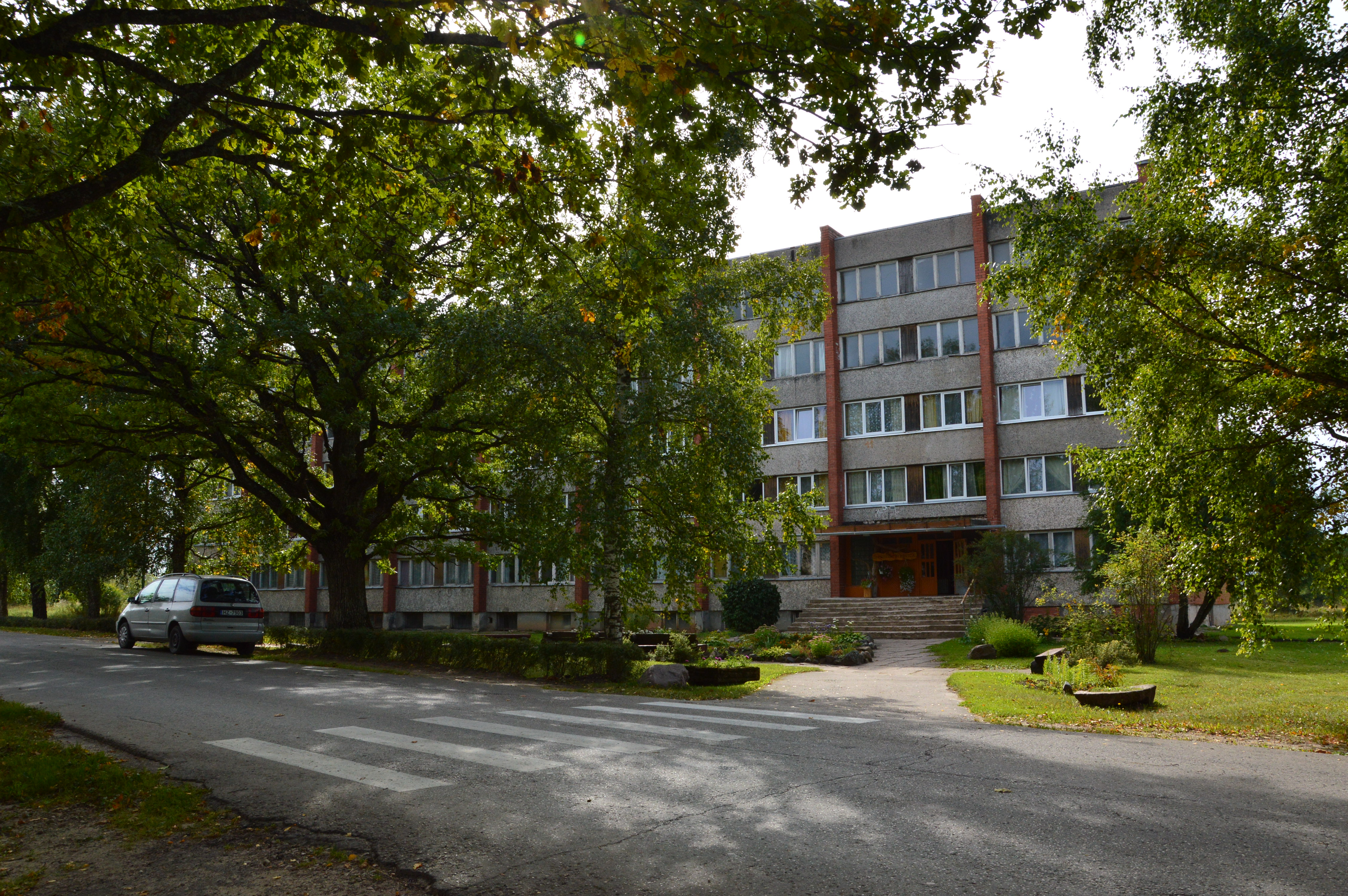
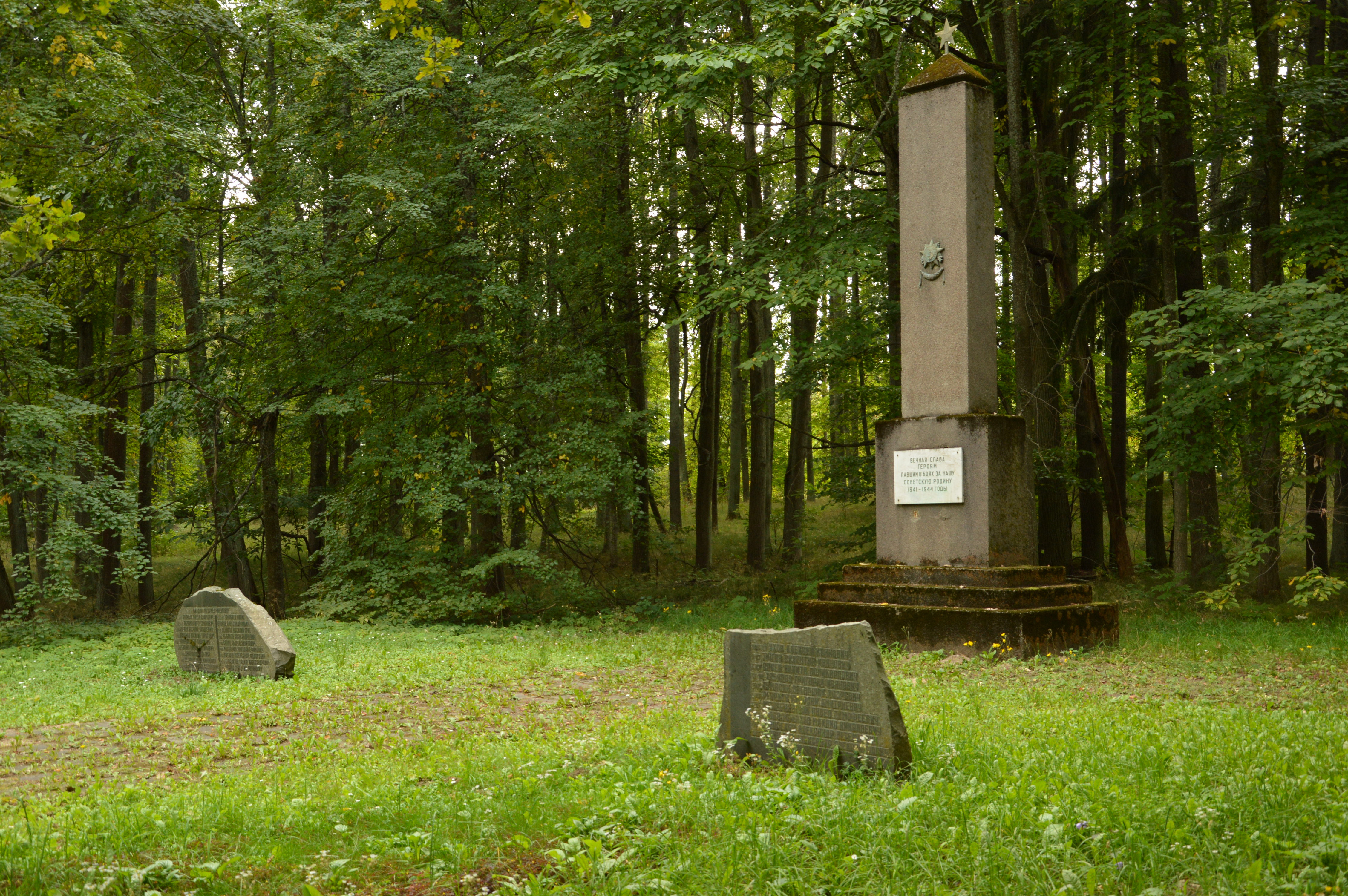
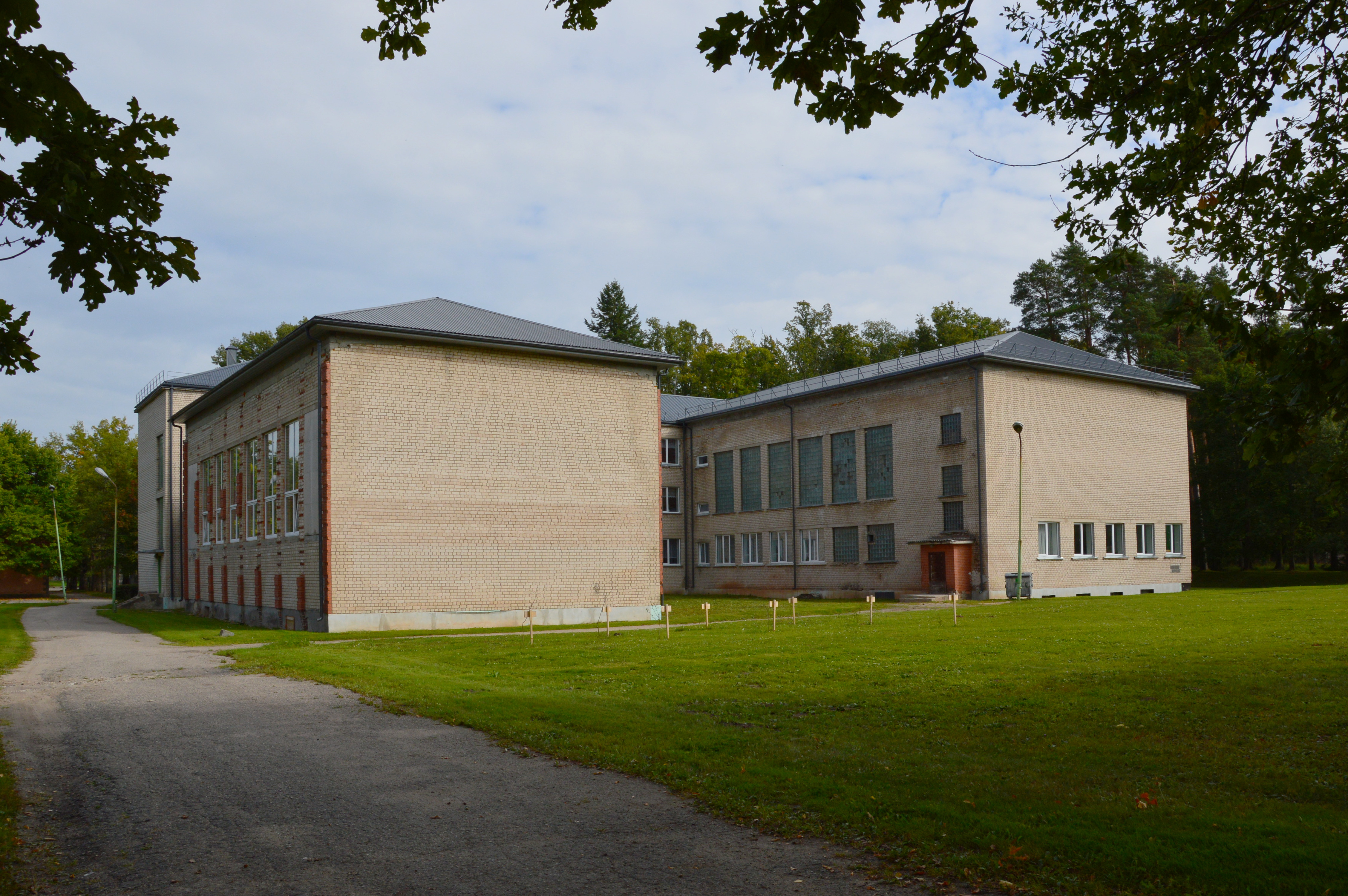
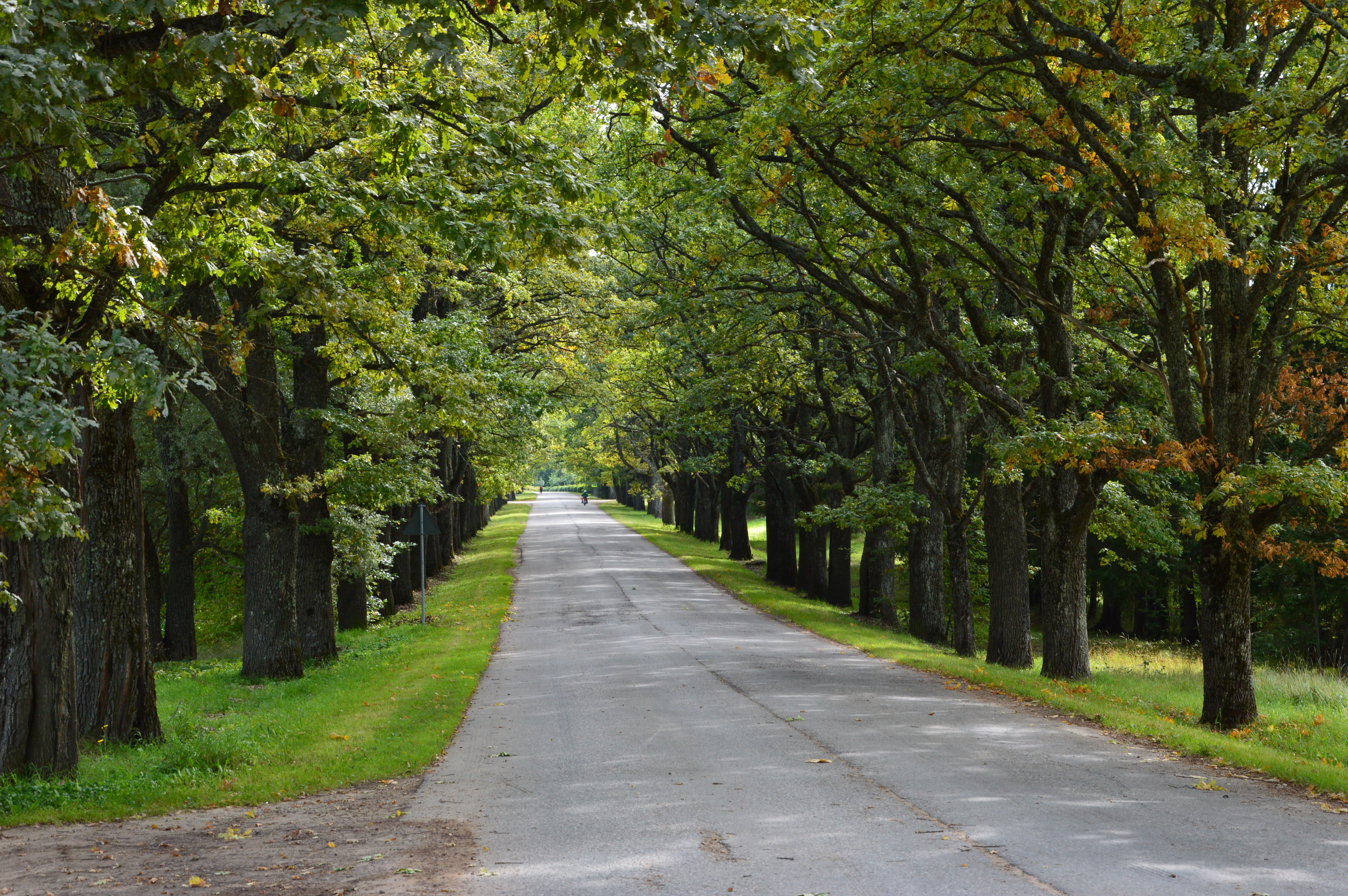